# Ananas parguazensis
Ananas parguazensis là một loài thực vật có hoa trong họ Bromeliaceae. Loài này được Camargo & L.B.Sm. mô tả khoa học đầu tiên năm 1968.